# Közönséges gyújtoványfű
A közönséges gyújtoványfű (Linaria vulgaris) a valódi kétszikűek (Eudicots) közé tartozó görvélyfűfélék (Scrophulariaceae) családjának egyik faja. Magyar nevét valószínűleg a virág gyertya lángjára emlékeztető alakjáról kapta.

## Származása, élőhelye
Európa nagy része, útszegélyeken, törmelékes helyeken vasutak környékén, kőfejtőkben, szántóföldeken, erdei tisztásokon található.
A mérsékelten üdétől a száraz, tápanyagban gazdag talajokon él.

## Leírása
Évelő 20–30 cm magas növény. Egyenesen felálló szára a tövénél elágazik.
Levelei szálas-lándzsásak, alapjuk felé ék alakúan elkeskenyedők, 1–3 cm hosszúak, tömötten állnak. A szélük kissé lefelé begöngyölődött, színük szürkészöld.
Virágai tömött fürtben nyílnak júliustól szeptemberig. A virágzat tengelye és a virágok kocsányai többnyire mirigyesek. 5 csészelevelének háromszögletű cimpái vannak, ezek rövidebbek a virágkocsánynál. A sziromlevelek 1–2 cm hosszúak, a kétajkú párta halványsárga, torka narancssárga. A sarkantyú valamivel rövidebb mint a párta, amely 4 porzólevelet zár magába. A magház felső állású, 2 termőlevélből alakul ki. Rovar és önmegporzású.
Termése toktermés, 4-10 nagy foggal nyílik fel. Hangyák és a szél terjesztik szét a magokat.

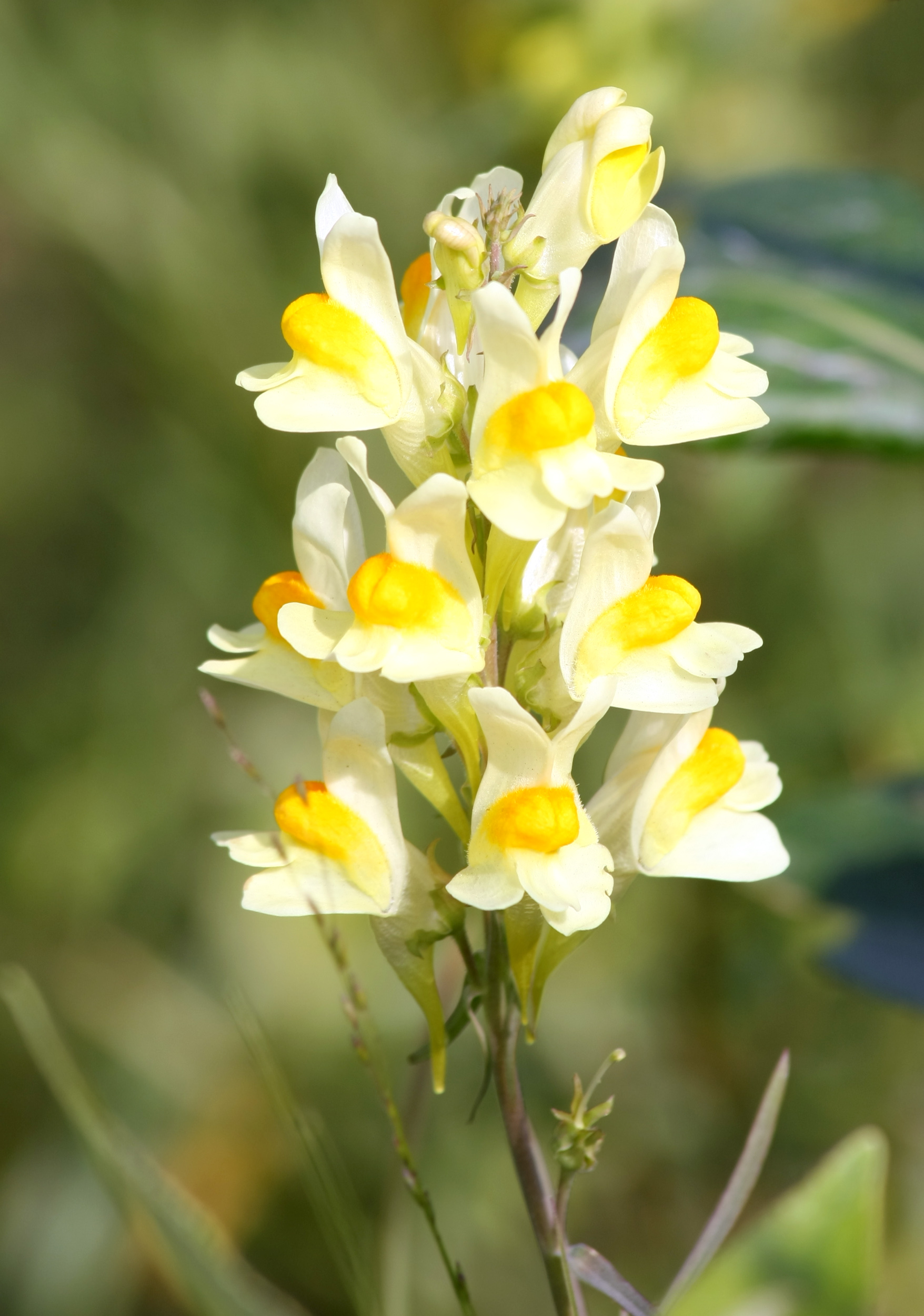
Virágzata
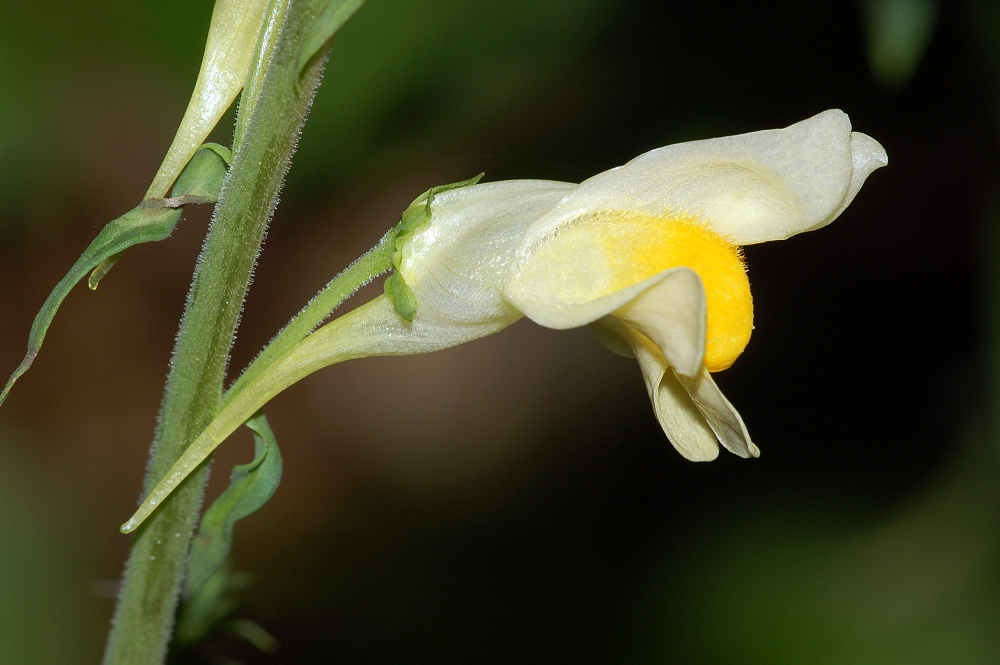
Egy virága közelről
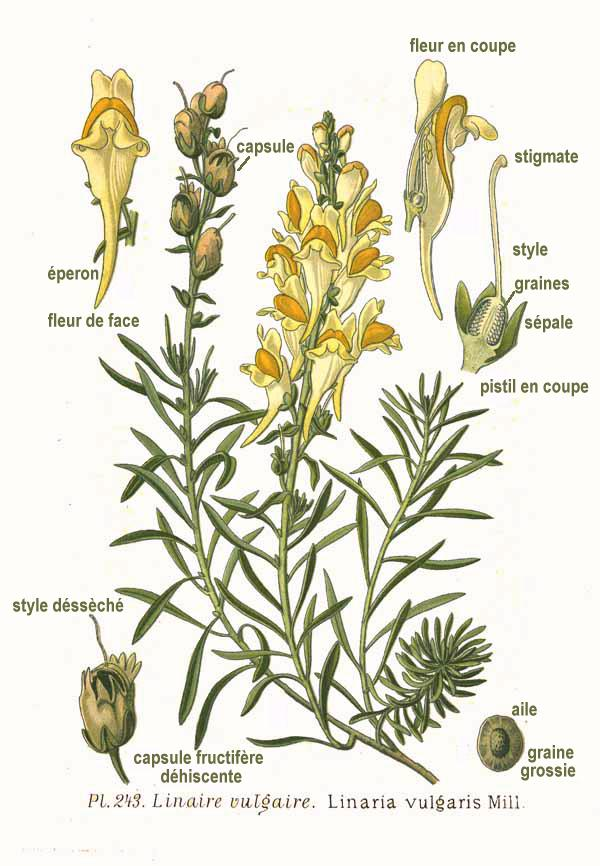
Illusztráció
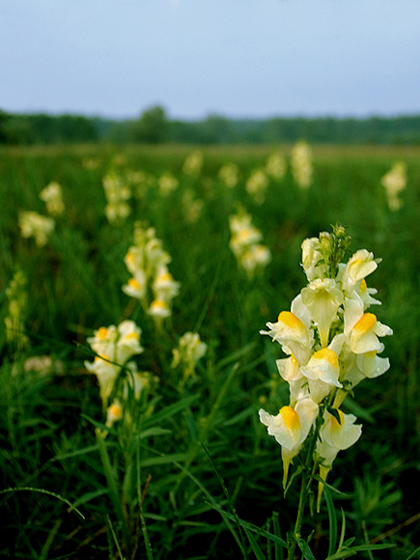
Termőhelyén

## Gyógyhatásai
A középkorban megbecsült gyógynövény volt. Külsőleg fekélyes sebekre, furunkulusra, pépes borogatásként, belsőleg vízhajtóként alkalmazták. A rontás ellenszerének tartották. A „rontás van rajta” azt jelentette, hogy valakin rossz varázslat ül. Ilyen rossz varázslatnak tartották az impotenciát vagy a lumbágót. Ezeket a varázslatokat úgy lehetett megtörni, hogy az ilyen ember megfürdött egy kád gyújtoványfüves vízben. Megelőzésként a rontás elkerülésére mindig magánál kellett hordani egy keveset a növényből. 
Szem- és epeút gyulladásra, máj-, vese-, és lépbetegségekre, gyomorégésre, savtúltengésre, székrekedésre, aranyérre, prosztata megnagyobbodásra, éjjeli ágybavizelésre, vizelettartási gondokra alkalmazzák. Bélféregűző és hashajtó hatása is elismert.

## Hatóanyagai
Antirrhinin, phtosterin, parafin, linarin származékok, hangyasav. A virágban zsíros-olaj.[forrás?]